# Amblyceps variegatum
Amblyceps variegatum is een straalvinnige vissensoort uit de familie van de slanke meervallen (Amblycipitidae). De wetenschappelijke naam van de soort is voor het eerst geldig gepubliceerd in 2000 door Ng & Kottelat. Ook bekend als de 'veelkleurige modderkruiper', is de Amblyceps variegatum een soort modderkruiper die voorkomt in rivieren en beken in Zuid-Azië, met name in landen zoals India, Bangladesh, Nepal en Pakistan. Het is een kleine vis die meestal niet langer wordt dan zo'n 10 centimeter.

Deze modderkruiper staat bekend om zijn unieke kleurenpatroon, vandaar de naam 'variegatum', wat 'gevlekt' betekent. De kleuren kunnen variëren van bruin tot grijs met donkere vlekken, wat hen helpt om zich te camoufleren in hun modderige omgeving.